# Hmeljnicki
Hmeljnicki (ukr.: Хмельницький / Hmeljnyc'kyj, polj.: Chmielnicki); grad smješten u zapadnoj Ukrajini, u regiji Podilja. Smješten je na rijeci Južni Bug i udaljen je 340 km od glavnog grada Kijeva. U gradu živi oko 254.000 stanovnika prema neslužbenom popisu iz 2005. godine.
Grad se u početku zvao Proskuriv (Proskurov), ali je 1954. u sovjetskoj Ukrajini preimenovan prema slavnom ukrajinskom hetmanu Bogdanu Hmeljnickom, osloboditelju tih prostora u 17. stoljeću. Grad predstavlja središte Hmeljnicke oblasti, a s obzirom na to da je kroz povijest bio duže vrijeme pod opsadom poljske i ruske vlasti, često ga se imenuje višejezično poput grada Lavova. U grad je moguće pristići zračnom linijom koja je spojena s gradskom zračnom lukom: Khmelnytskyi Ruzhichnaya Airport. U gradu također djeluje popularni nogometni klub Podilja Hmeljnicki. 

## Zemljopis i klima
Nalazi se u središnjoj zapadnoj Ukrajini, na obalama rijeke Južnog Buga, 340 km od Kijeva, na zemljopisnoj poziciji: 49°25′0″N 27°0′0″E / 49.41667°N 27.00000°E.
U gradu i široj okolici prevladava kontinentalna klima, a prosječne temperature tijekom srpnja kreću se oko +22°C, dok tijekom siječnja iznose oko -6°C. Iznimne temperature ljeti mogu doseći i do +36°C, dok zimi i do –24°C.  
Prosječne temperature u cijeloj regiji to područje čine vrlo primamljivim za uzgajanje raznih ratarskih kultura, koje na tim prostorima vrlo dobro uspijevaju i urodi premašuju europski prosjek. Na cijelom prostoru Hmeljnicke oblasti prevladava poliški i šumski vegetacijski pokrov.

## Sažeta povijest
Prvobitno naselje je bilo okruženo dubokim rovom (ukr. riv), a kroz naselje je tekla rijeka Ploska. Tako se grad prvotno zvao Ploskuriv, a kasnije je promijenio ime u Proskuriv. Grad je osnovan početkom 15. stoljeća, točnije 1431. godine kao Proskuriv (ruski: Proskurov). Kasnije je preimenovan u Hmeljnicki, 1954. godine, na tristotu obljetnicu mira, kojeg je dogovorio slavni ukrajinski hetman Bogdan Hmeljnicki.
Grad je često puta u svojoj povijesti bio spaljivan i uništavan do temelja. Uništavali su ga uglavnom Krimski Tatari i Poljaci. Prema njemu su nasrtali i Nijemci, Šveđani, Rusi i drugi narodi, ali je uvijek u većini bio naseljen Ukrajincima, što pod svojom vlašću, što pod tuđom.
U 18. stoljeću, kada su desnoobalna i lijevoobalna Ukrajina ušle u sastav carske Rusije, Proskuriv je postao gusto okružnim mjestom. Gradska prava Hmeljnicki stječe tek 22. rujna 1937. godine kada je bezuvjetno ušao u sastav sovjetske Ukrajine.
Tijekom svjetskih ratova na prostoru Hmeljnicke oblasti izvšen je niz pogroma, prilikom čega je stradao veliki broj židovske populacije koja je te prostore naselila za vrijeme poljske vlasti. Samo u ratu 1919. pojedini povjesničari tvrde da je ubijeno oko 1.500 ljudi židovskog porijekla. 

## Prosvjeta i sport
U Hmeljnickom danas djeluju 33 osnovne škole, 12 srednjih škola, 1 gimnazija i 6 viših škola. Od osebujnijih ustanova, valja istaknuti Vojnu akademiju za granične postrojbe. Grad ima dramsko kazalište, filharmoniju, 33 knjižnice te dvadeset domova kulture. 
Od muzeja, u Hmeljnickom se nalaze Muzej slikarstva i Etnografski muzej. Izuzev kulturnih zbivanja, grad Hmeljnicki proteklih je 50 godina intenzivno je rayvijao vlastitu industriju i postao je ekonomsko središte šire regije.
Nogometni klub AFK Podilja je iz ovog grada. U gradu su, od značajnijih športsko-rekreacijskih objekata, i tri stadiona, četiri športske škole te tri plivališta. Među poznatim stanovnicima Hmeljnickog ističu se povjesničar Ariel Durant i novinar Alberto Gerchunoff.

## Prijateljski gradovi
- Ciechanów
- Modesto, Kalifornija
- Bor
- Selistra
- Brzesko
- Bălți

## Galerija
- Podiljska ulica, blizu središnjeg trga, 10. kol 2005.
- Ševčenkova ulica 20. kol '05., jedna od gl. ulica u Hmeljnickom

## Vanjske poveznice
- Službene gradske stranice  Arhivirana inačica izvorne stranice od 29. ožujka 2018. (Wayback Machine)
- Proskurivski portal grada Hmeljnickog
- Informativni portal grada
- Forum grada Hmeljnickog  Arhivirana inačica izvorne stranice od 5. siječnja 2009. (Wayback Machine)
- Gradska galerija Ukrajine  Arhivirana inačica izvorne stranice od 17. srpnja 2009. (Wayback Machine)